# Malý Šachov
Malý Šachov je vesnice, část obce Starý Šachov v okrese Děčín. Nachází se asi 0,5 km na jih od Starého Šachova. Prochází zde silnice II/262. Je zde evidováno 67 adres. V roce 2011 zde trvale žilo 157 obyvatel.
Malý Šachov je také název katastrálního území o rozloze 1,38 km2.

## Historie
Nejstarší písemná zmínka pochází z roku 1387.

## Obyvatelstvo
|                                                                       | 1869 | 1880 | 1890 | 1900 | 1910 | 1921 | 1930 | 1950 | 1961 | 1970 | 1980 | 1991 | 2001 | 2011 |
| --------------------------------------------------------------------- | ---- | ---- | ---- | ---- | ---- | ---- | ---- | ---- | ---- | ---- | ---- | ---- | ---- | ---- |
| Obyvatelé                                                             | 512  | 418  | 449  | 437  | 445  | 377  | 417  | 241  | 260  | 210  | 165  | 132  | 161  | 157  |
| Domy                                                                  | 61   | 63   | 63   | 63   | 65   | 67   | 78   | 73   | .    | 61   | 53   | 50   | 63   | 63   |
| Počet domů z roku 1961 je zahrnut v domech místní části Starý Šachov. |      |      |      |      |      |      |      |      |      |      |      |      |      |      |

## Pamětihodnosti
- Přírodní rezervace Kamenná hůra